# 彰化縣城
彰化縣城是清朝時管理彰化縣的縣治所在，位於今天的彰化市，緊鄰八卦山，是全臺灣第一座磚城，共有四座城門。今已完全不存。

## 沿革
彰化未設治之先，原屬諸羅。彰化縣於清雍正元年（1723年）正式設縣，而城池則建於雍正十二年（1734年），乃設副將駐劄彰化，南馭諸羅，北控淡水。當時大甲西社的動亂才剛平定不久，調任彰化縣知縣的秦士望認為沒有城池不足以保衛縣邑的安全，便在縣治周圍種了刺竹為牆，建四方城門，形成一座周長780丈的環形城池。至乾隆五十三年 (1788 年)，始分安平水師左營游擊一員，移駐鹿港。形成水陸營汛布置。

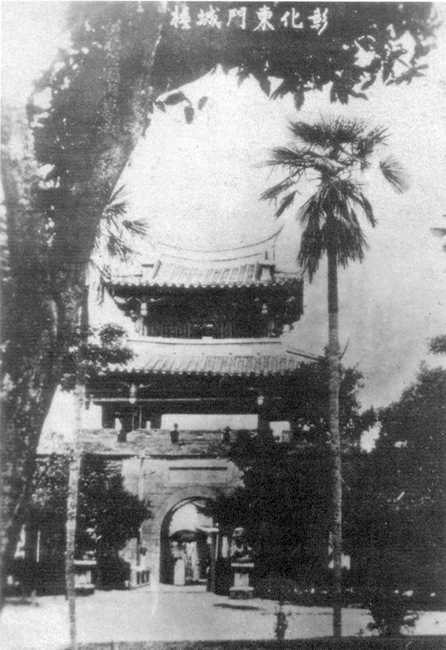
彰化縣城東門

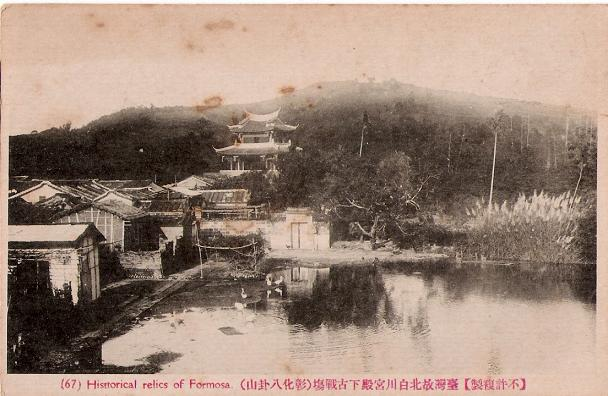
東門一帶與八卦山風景

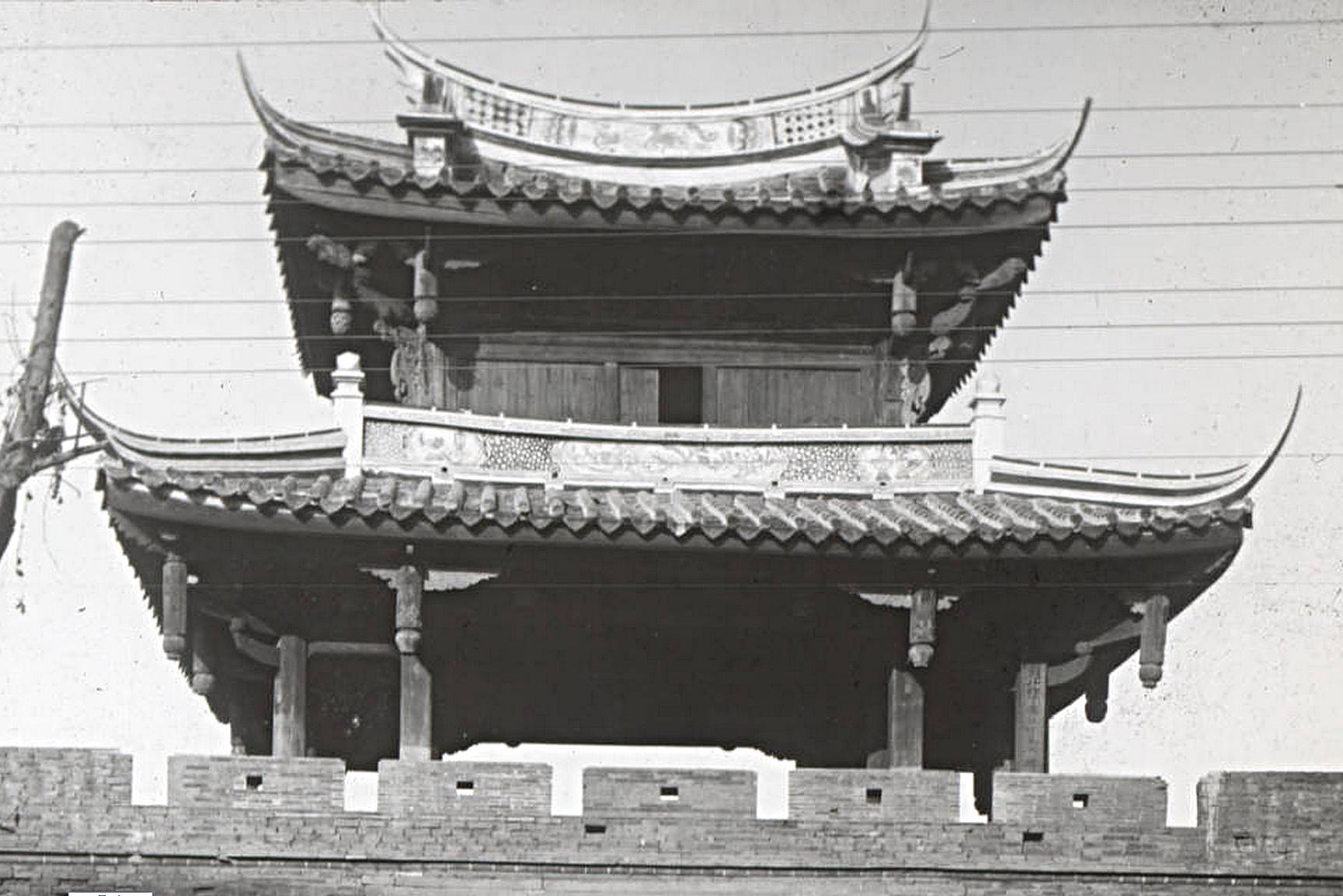
彰化縣城東門門樓

然而由於刺竹城的防禦功能有限，所以在林爽文事件（1786年）與陳周全事件（1795年）中彰化刺竹城均遭受嚴重破壞，而嘉慶二年（1797年）知縣胡應魁第三次種刺竹後，又在四方城門上加建城樓，但因各種自然災害，僅十幾年的時間便倒塌。後來在蔡牽侵擾臺灣時，彰化縣城再次失守，但在此同時的嘉義縣城與臺灣府城因已經改建為土城而未失守，於是之後地方士紳王松（漳州）、林文濬（泉州）與詹捷能（客家）等36人向前來巡視的閩浙總督方維甸提出將城池改建成土城的想法。原本彰化縣城一帶經常發生各種分類械鬥，但改建土城一事關係重大，而令各族群團結起來。東邊城牆由軍功四品職銜的林文濬負責，西邊由陳大用、羅桂芳、蘇雲從、詹捷能、廖興邦負責，南邊則由貢生王雲鼎負責，北邊則由捐職州同五品銜的賴應光負責。
最初由於彰化縣城緊鄰八卦山，因而只要占據八卦山便能掌控全城，所以打算將八卦山也圍進城裡，而在施工期間地方士紳又以土質鬆軟為由，經朝廷許可後改築磚石城。築城工程從嘉慶十六年（1811年）開始一直到道光四年（1824年）為止，共花了十三年的時間。由於磚石城的成本比土城高，所以完工後的結果與原先的設計有所落差，例如周長由1028丈縮減成922丈，而八卦山也沒被圍進城裡，改在山上建了「定軍山寨」來防守。乙未戰爭時，八卦山之役即在這裡發生。
進入日治時期之後，日本人在彰化進行過兩次市區改正，大正九年（1920年）第一次改正中，所有城牆城門皆被拆除，只留下東門城，但兩年後開闢縱貫公路時，東門城亦被拆毀，至此彰化縣城便徹底消失了。

## 建築特色
彰化縣城完工後，城池與鄰近的八卦山脈被比附成「葫蘆吸露」與「蜈蚣照珠」的形象，周長922丈2尺8寸，牆高1丈5，其上共設有12座砲臺。東城門稱「樂耕門」，位於今彰化市中華路與中山路的交會處，即今縣議會所在地，而東城牆則位於中山路旁東門百姓公廟側、俗稱「城壁巷」的巷道；西門為「慶豐門」，在今中正路、陳陵路與吉祥街交叉口的西安宮前的蘇高薛巷巷口，昔日是通往鹿港的要道，而西門城區也是繁華的商業區；南門「宣平門」位於今華山路、民生路與南瑤路之間，今華山路42巷（古稱「順正府巷」），為通往諸羅（今之嘉義）與府城的要道，但由於南門外有兵營點校用且偶爾作為刑場的「校場埔」，所以並不太熱鬧；北門「拱辰門」則位於今光復路與和平路之間：和平路84巷口的光復路上。
另外彰化縣城雖已毫無殘留，但在彰化的南門福德祠旁，建了一座仿城門的建築。

## 四門福德祠
彰化縣城四個城門附近皆建有福德祠，但因市區開發等因素而改建或另地重建，只有西門福德祠保留了較多的古貌，被列為縣定古蹟。另外東門福德祠被拆除後，土地公神像一度寄祀於彰邑城隍廟，後來才在元清觀對面重立東門福德祠。

東門福德祠（2005年5月將神像移入原交通隊廳舍而成）
西門福德祠
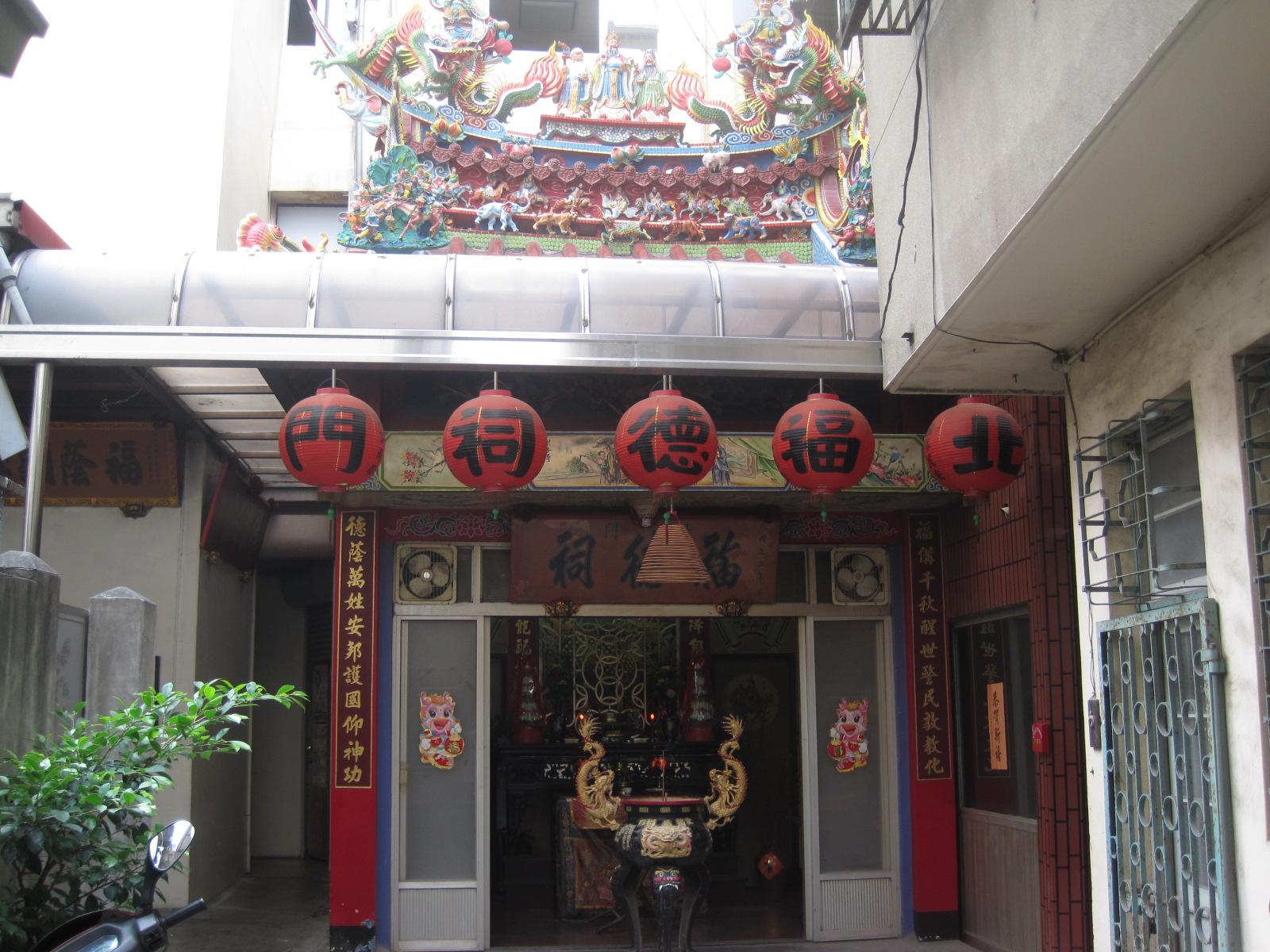
北門福德祠
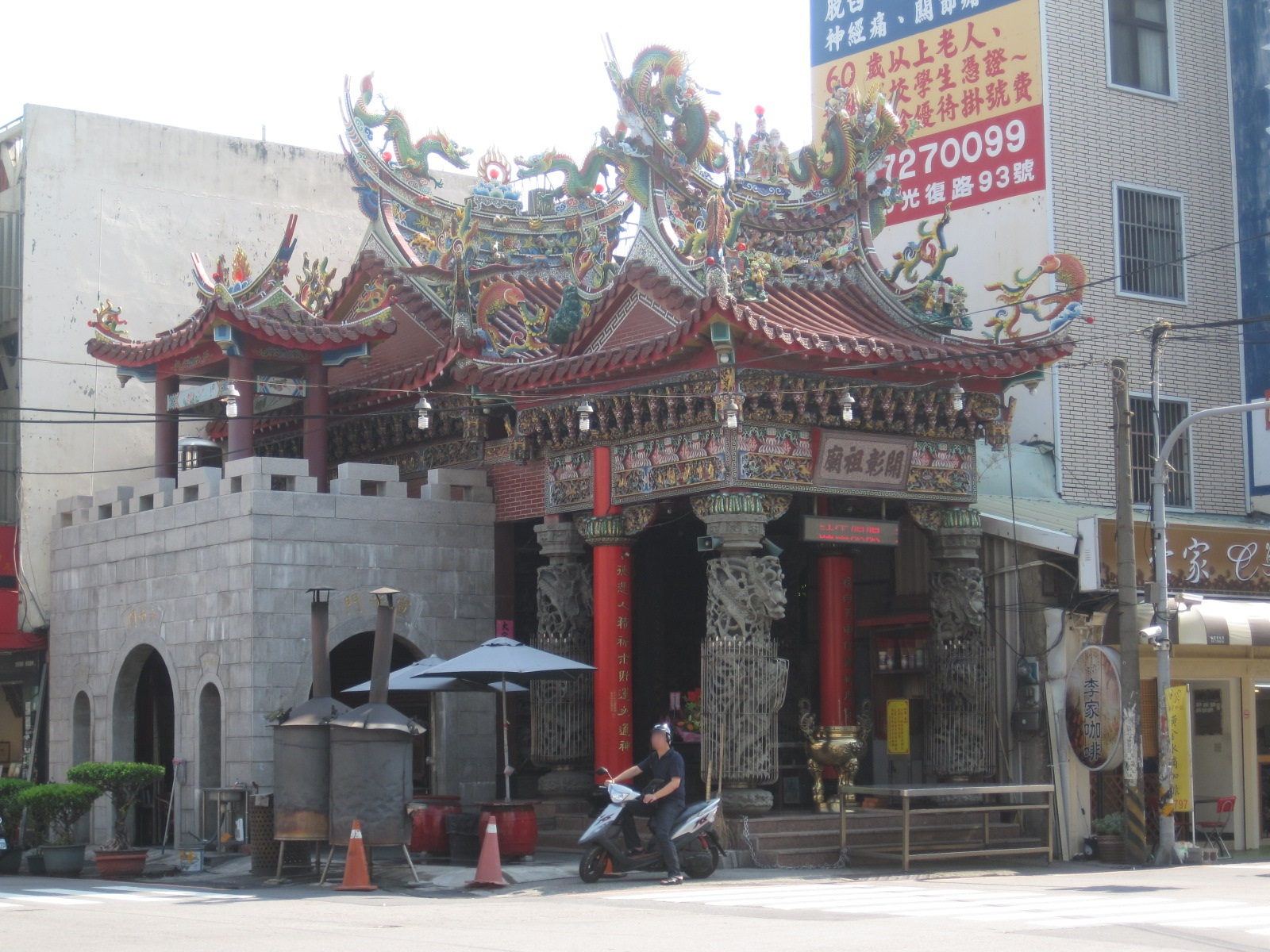
南門福德祠（開彰祖廟）